# جورج کورتیس (بازیکن فوتبال، زاده ۱۹۱۹)
جورج کورتیس (انگلیسی: George Curtis; ۳ دسامبر ۱۹۱۹ – ۱۷ نوامبر ۲۰۰۴) بازیکن فوتبال اهل بریتانیا بود.
از باشگاه‌هایی که در آن بازی کرده‌است می‌توان به باشگاه فوتبال مارگیت، باشگاه فوتبال والنسین، باشگاه فوتبال ساوت‌همپتون، باشگاه فوتبال آرسنال، و باشگاه فوتبال چلمزفورد سیتی اشاره کرد.